# 孙杜古桥
孙杜古桥，位于中国广东省东莞市东莞市石龙镇西湖村，为东莞市的一个市、县级文物保护单位，类型为古建筑，公布时间为2004年1月8日。
孙杜古桥的历史年代为明代。